# Marie Takvam

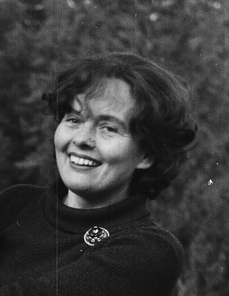
Marie Takvam, 1965

Marie Ragnhild Takvam (* 6. Dezember 1926 in Skylstad, Gemeinde Ørsta, Norwegen; † 28. Januar 2008 in Lier) war eine norwegische Autorin und Schauspielerin. Bekannt wurde sie vor allem durch ihre Lyrik, die sie, wie ihr übriges Werk auch, auf Nynorsk schrieb.

## Leben und Werk

### Frühwerk
Marie Takvam wuchs in der Provinz Sunnmøre an der norwegischen Westküste auf. Nach ihrem Abitur zog sie nach Oslo, wo sie sich im Laufe der Jahre bekannten Autoren wie Tarjei Vesaas, Inger Hagerup oder Aslaug Vaa anschloss. Sie begann zunächst an der Universität Oslo Psychologie zu studieren, legte aber nie ein Examen ab.
Im Alter von 25 Jahren debütierte sie mit dem Gedichtband Dåp under sju stjerner (Taufe unter sieben Sternen), dem zwei Jahre später die Sammlung Syngjande kjelder (Singende Quellen) folgte. Diese frühen, von Lebenshunger und Offenherzigkeit geprägten Veröffentlichungen enthalten vor allem Liebeslyrik im Gewand einer noch nicht überwundenen traditionellen Metaphorik und Formsprache. Auch die klassischen Geschlechterrollen werden in den Gedichten nur selten problematisiert.

### Gesellschaftliches Engagement
Mit dem Band Signal, den sie 1959 herausgab, überwand sie jedoch das lyrische Pathos ihrer ersten Bücher und fand einen neuen nüchtern-alltäglichen Ton. Viel stärker als zuvor thematisierte sie nun die engen Grenzen, die die Gesellschaft den Frauen auferlegt. Manche Gedichte erreichen, was zu diesem Zeitpunkt ungewöhnlich ist, eine offene und teilweise aggressive sozialkritische Dimension. In Gamle Europa (Altes Europa) beschreibt sie z. B. die Übergriffe der alten, reichen Welt auf Afrika als Akt der Vergewaltigung. Mit anti-imperialistischen Gedichten dieser Art griff sie der politischen Kampflyrik der siebziger Jahre voraus.
Nach 1968 wandte sie sich zusehends dem Feminismus und Pazifismus zu. Sie schrieb eine Reihe von Gedichten gegen den Krieg, den sie auch als Ausdruck eines nicht mehr zeitgemäßen maskulinen Selbstverständnisses interpretierte. Manche Verse richteten sich direkt gegen die heimische Rüstungsindustrie: „Panzer aus dem Irak und dem Iran / mit Kanonen aus Schweden / und elektrischen Kleinteilen aus Norwegen / rollen durch meinen Magen.“
In den achtziger Jahren machten sich verstärkt wieder zentrallyrische Motive wie Liebe, Erotik, Einsamkeit und Tod geltend. In ihrem vielbeachteten Band Aldrande drabantby (Alternde Trabantenstadt) von 1987 verschmilzt ein Subjekt mit der tristen Umgebung einer anonymen Vorstadt. Die sinnlichen und nicht selten widersprüchlichen Beobachtungen sind dabei deutlich von autobiographischen Erfahrungen der Dichterin beeinflusst.

### Weitere Publikationen und Filmrollen
Neben insgesamt zehn Lyrikbänden publizierte Marie Takvam zwei von der Kritik weniger beachtete Romane, ein Drama, ein Hörspiel und ein Kinderbuch. Zeitweilig moderierte sie eine populäre Kindersendung (Barnetimen for de minste) des staatlichen Norwegischen Rundfunks. 1977 übernahm die damals bereits 50-jährige Takvam trotz fehlender formeller Ausbildung eine Hauptrolle in Vibeke Løkkebergs Spielfilm Åpenbaringen (Die Offenbarung). Bis 1981 wirkte sie in drei weiteren Filmen mit, unter anderem in Produktionen von Svend Wam und Petter Vennerød.

## Auszeichnungen
Für ihr Werk wurde Marie Takvam mehrfach ausgezeichnet, u. a. mit diesen Preisen:
- Gyldendalprisen (1965)
- Melsom-Preis (1981)
- Sunnmørspreis (1981)
- Doblougpreis (1983)
- Nynorsk-Literaturpreis (1997)

## Bibliographie
| - Dåp under sju stjerner – Lyrik, 1952 - Syngjande kjelder – Lyrik, 1954 - Fjellet – Hörspiel, 1957 - Signal – Lyrik, 1959 - Marie og katten i Venezia – Kinderbuch, 1960 - Merke etter liv – Lyrik, 1962 - Mosaikk i lys – Lyrik, 1965 - Idun – Drama, 1967 - Brød og tran – Lyrik, 1969 | - Auger, hender – Lyrik, 1975 - Dansaren – Roman, 1975 - Dikt i utval – Ausgewählte Gedichte, 1976 - Falle og reise seg att – Lyrik, 1980 - Brevet frå Alexandra – Roman, 1981 - Eg har røter i jord – Ausgewählte Gedichte, 1981 - Aldrande drabantby – Lyrik, 1987 - Rognebær – Lyrik, 1990 - Dikt i samling – Gesammelte Gedichte, 1997 |